# Groot Driene
Groot Driene is een wijk in de Nederlandse gemeente Hengelo (Overijssel).
De wijk werd eind jaren 60, begin jaren 70 aangelegd om de groeiende forensenbevolking, vooral als gevolg van de oprichting van de Technische Hogeschool Twente in Enschede te accommoderen. De wijk bevindt zich dan ook aan de oostzijde van de stad, van waaruit de universiteit gemakkelijk te bereiken is.
Aan de zuidwestzijde wordt de wijk begrensd door de spoorlijn Hengelo - Enschede, aan de noordwestzijde door de spoorlijn Hengelo - Oldenzaal, waaraan het station Hengelo Oost gevestigd is, en verder door de gemeentegrens van Hengelo. Het zuidelijke gedeelte van de wijk is ruim van opzet. Hier zijn veel vrijstaande woningen of ruime geschakelde woningen te vinden. De straten in dit gedeelte van de wijk zijn genoemd naar Hengelose verzetsstrijders. Het gedeelte van de wijk ten noorden van de Reviusstraat is dichter bebouwd. Hier zijn meer doorzonwoningen en hoogbouw te vinden. Hier zijn de straten genoemd naar Nederlandse schrijvers.
Aan de P.C. Hooftlaan bevindt zich een groot winkelcentrum, dat op 8 juli 1995 door een grote brand totaal in de as werd gelegd, en daarna werd herbouwd en gemoderniseerd. In de wijk treft men ook een groot bejaardencentrum, 't Swafert. Ten oosten hiervan is De Kasbah, een begin jaren 70 als idealistische samenlevingsvorm gebouwd complex van de architect Piet Blom.
In de wijk is een groot aantal basisscholen gevestigd, alsmede een vestiging van het ROC van Twente.